# 姜荣美
姜荣美（韓語：강영미，1985年3月1日—），韩国女子击剑运动员。她曾参加2016年夏季奥运会與2020年夏季奥运会的女子重剑比赛，还曾获得2018年亚洲运动会女子重剑个人金牌。